# Claude Maher (acteur)
Pour les articles homonymes, voir Claude Maher.
Claude Maher est un acteur québécois.

## Filmographie partielle

### Cinéma
- 1973 : Les Corps célestes : Garçon d'hôtel
- 1975 : Les Vautours
- 1976 : L'Heure bleue (court-métrage)
- 1976 : Ti-Cul Tougas : Rémi
- 1977 : Le soleil se lève en retard d'André Brassard : Bernard Turgeon
- 1980 : La Cuisine rouge : Le marié
- 1990 : T'es belle Jeanne : Doctor
- 1991 : Nénette

### Télévision
- 1964 : La Souris verte : Le cordonnier M. Bottine
- 1977 : Animagerie
- 1997 : Omertà II - La loi du silence (« Omertà II - La loi du silence ») (feuilleton TV) : Guy Lalonde
- 2011 : Malenfant : Juge